# 토머스 마시번
토머스 마시번(영어: Thomas Marshburn, 1960년 8월 29일 ~ )은 미국의 의사이자 우주비행사이다. STS-127에 탑승 운용 기술자로서 탑승하였다. 소유즈 TMA-07M의 승무원 중 한명으로, 2012년 11월 엑스페디션 34에 참여하였다.